# Upplands runinskrifter 408
Upplands runinskrifter 408 är ett vikingatida runstensfragment i Bärmö, Sankt Pers socken och Sigtuna kommun. Runstensfragmentet är cirka 55 gånger 30 centimeter. Troligen har runstenen varit utan ornamentik.

## Inskriften
Translitterering av runraden:
...in · auk · abiur... ... til ·
Normalisering till runsvenska:
...[stæ]inn ok Abior[n] ... til.
Översättning till nusvenska:
... -sten och Åbjörn ...